# FFSA Academy

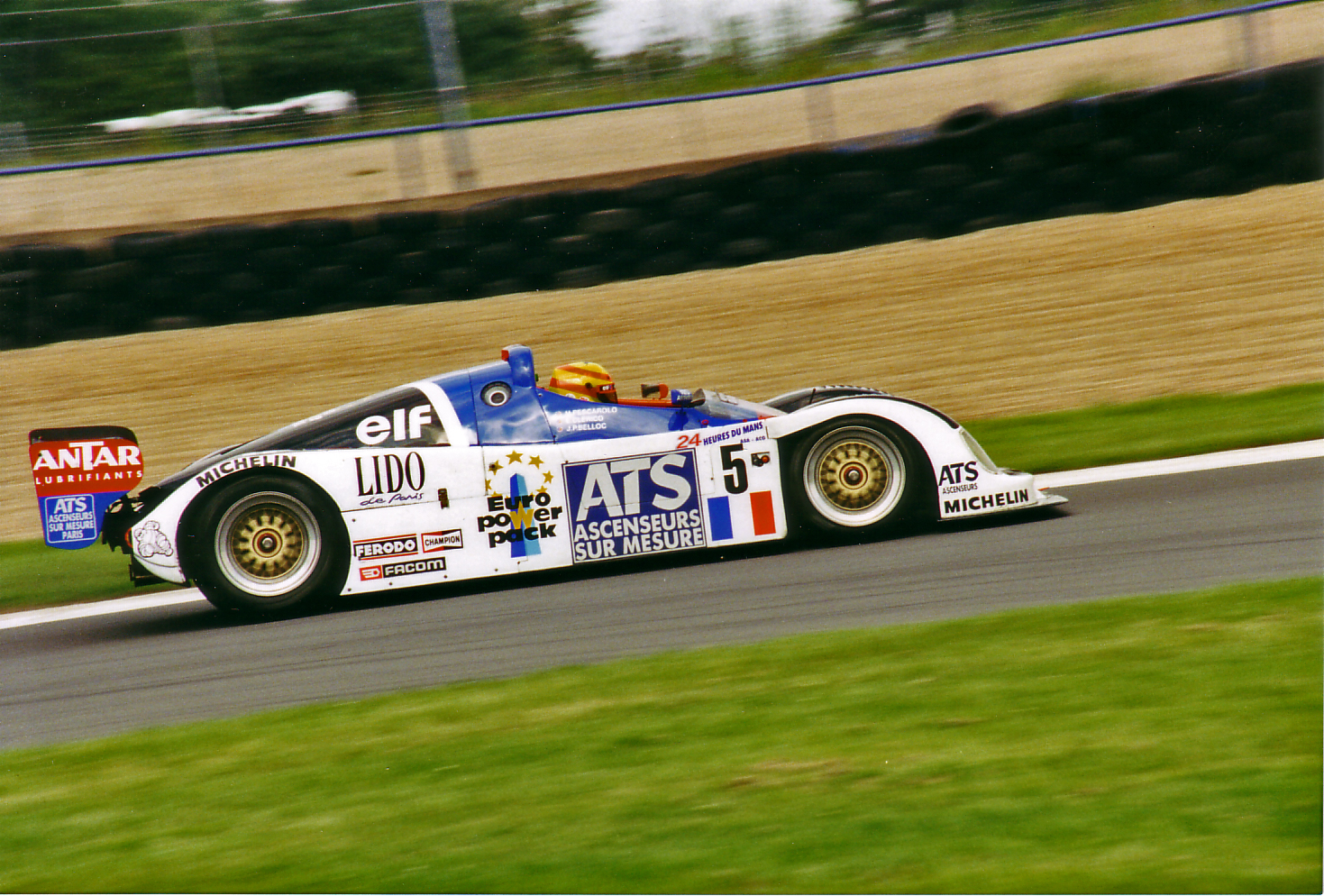
Un Courage-Porsche Le Mans Prototype del programa La Filière manejado por Henri Pescarolo en 1997.

FFSA Academy (anteriormente conocida como La Filière, Volant Elf y Auto Sport Academy) es un programa de desarrollo creado en 1993 por Elf Aquitaine para promover a pilotos franceses al más alto nivel, en línea con su enfoque de marketing y su compromiso con Renault en Fórmula 1.

## Historia
Durante las décadas de 1970 y 1980, operaron en toda Francia una variedad de escuelas de manejo y búsquedas de talentos en deportes de motor, y finalmente se fusionaron para crear la Auto Sport Academy en 1993. Fue adquirida en abril de 2001 por la FFSA (Fédération Française du Sport Automobile), convirtiéndose en una de sus filiales.
Su objetivo principal es formar a jóvenes pilotos y promover a los mejores para darles acceso a una carrera profesional. Entre 40 y 50 pilotos se forman cada año en sus dos principales disciplinas, el karting de competición (Fórmula Kart) y las carreras de monoplazas (Fórmula Campus Renault Elf).
Su característica única es que su concepto incluye los únicos «Pole Espoirs» (sección de jóvenes pilotos prometedores) de automovilismo en el mundo.
En efecto, hasta su creación, los pilotos en ciernes pensaban que tenían que elegir sistemáticamente entre los estudios y el automovilismo. La academia pone la situación bajo otra luz: en vista de los pocos candidatos exitosos en el automovilismo, ofrece a los pilotos potenciales la opción de probar sus talentos deportivos mientras continúan sus estudios.
También brinda capacitación gratuita para futuros mecánicos, en asociación con el sistema de Educación del Estado. El 87% de los mecánicos en formación trabajan en el mundo de la competición al finalizar su formación.
Desde 2005, el programa ofrece un nuevo centro de formación dedicado a la profesión de instructor, con reconocimiento oficial por un «Brevet Professionnel» (certificado de competencia profesional).
Los exgraduados incluyen a Sébastien Bourdais, Franck Montagny, Stéphane Sarrazin, Narain Karthikeyan, Dominic Cicero, Pierre Gasly, Anthoine Hubert, Jules Bianchi, Théo Pourchaire y Ryō Fukuda.
Pasó a llamarse Auto Sport Academy en 2007 y luego FFSA Academy en 2016.

## Pilotos

### Campeonato Francés de F4
La academia actualmente gobierna el Campeonato Francés de F4 y apoya a sus pilotos.
| Piloto                   |
| ------------------------ |
| Romain Andriolo          |
| Souta Arao               |
| Hugh Barter              |
| Jerónimo Berrío          |
| Dario Cabanelas          |
| Antoine Fernande         |
| Enzo Géraci              |
| Alessandro Giusti        |
| Pablo Sarrazin           |
| Lorens Lecertua          |
| Pol López                |
| Luciano Morano           |
| Yuto Nomura              |
| Valentino Mini           |
| Louis Pelet              |
| Enzo Peugeot             |
| Edgar Pierre             |
| Pierre-Alexandre Provost |
| Max Reis                 |
| Lény Réveillère          |
| Enzo Richer              |
| Amir Sayed               |
| Elliott Vayron           |
| Mateo Villagómez         |
| Fuente:                  |

### Otros miembros
Otros pilotos admitidos por la FFSA actualmente son:
| Piloto          | Desde | Categoría reciente                                                             | Títulos                                                                     |
| --------------- | ----- | ------------------------------------------------------------------------------ | --------------------------------------------------------------------------- |
| Hadrien David   | 2019- | Campeonato de Fórmula Regional Europea Campeonato de Fórmula Regional Asiática | Campeonato Francés de F4 (2019)                                             |
| Isack Hadjar    | 2019- | Campeonato de Fórmula 3 de la FIA Campeonato de Fórmula Regional Asiática      | ninguno                                                                     |
| Victor Martins  | 2016- | Campeonato de Fórmula 3 de la FIA                                              | Eurocopa de Fórmula Renault (2020) Campeonato de Fórmula 3 de la FIA (2022) |
| Esteban Masson  | 2019- | Campeonato de Fórmula Regional Europea                                         | Campeonato Francés de F4 (2021)                                             |
| Théo Pourchaire | 2018- | Campeonato de Fórmula 2 de la FIA                                              | ADAC Fórmula 4 (2019)                                                       |